# Lesă

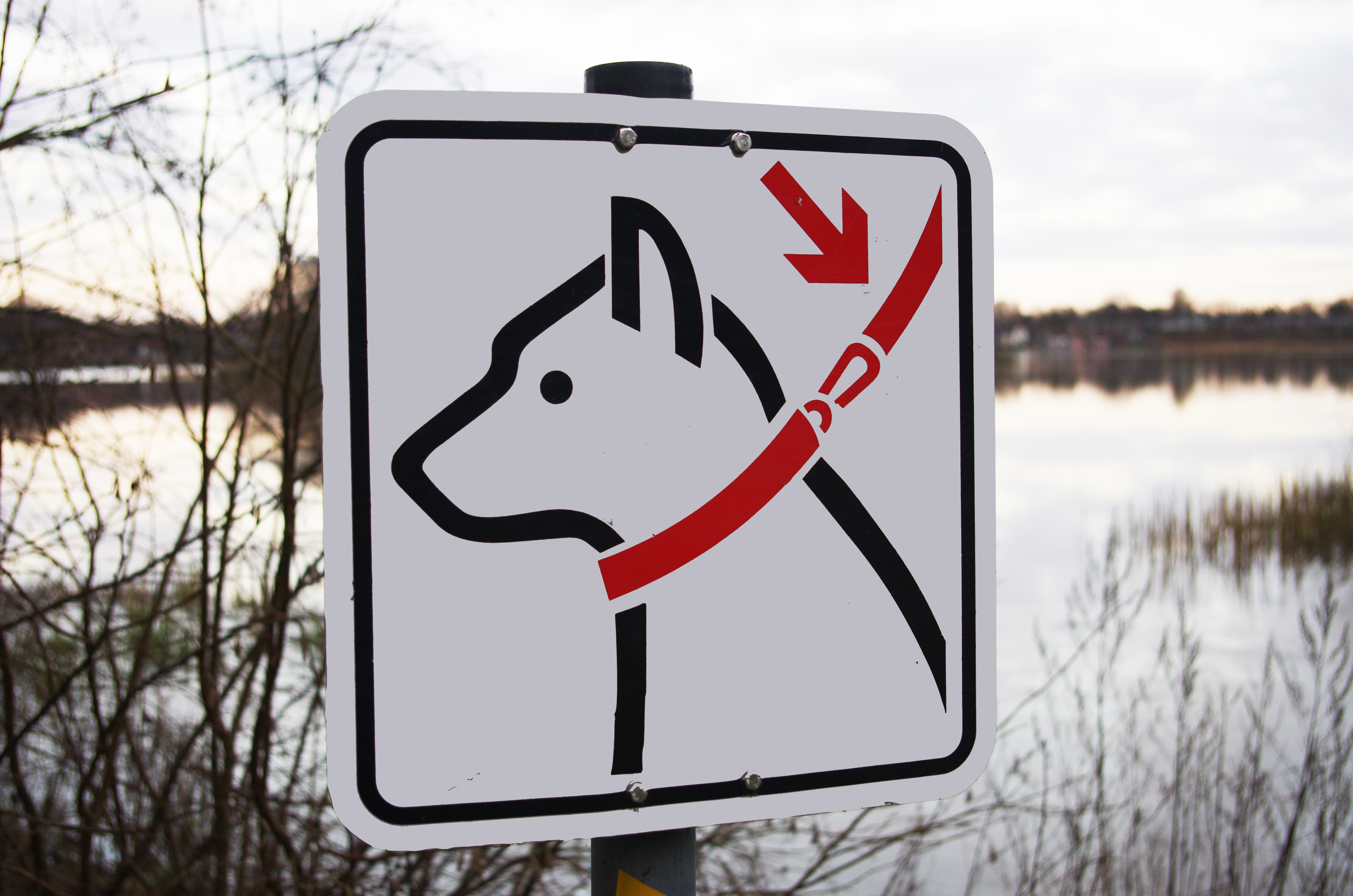
Semn din Germania care impune folosirea lesei

Lesa este o curea cu care se leagă sau cu care sunt purtate animalele (în special câinii). Acestea se leagă de zgarda sau hamul animalului cu mecanism sub formă de clește (cu arc). Sunt și lese care se leagă în jurul gâtului animalului. Alte feluri de lese sunt cele cu țepi, ținte, amortizor, GPS, etc.